# Homo sapiens idaltu
Homo sapiens idaltu je izumrla podvrsta Homo sapiensa koja je živjela u Africi u donjem paleolitiku prije oko 160 000 godina. Riječ "Idaltu" na afarskom jeziku znači "star" ili "prvorođen".

## Otkriće
Fosilizirani ostaci Homo sapiensa idaltu otkriveni su u regiji Herto Bouri u blizini nalazišta srednjeg Awasha u Afarskom trokutu u Etiopiji. Pronašao ih je Tim White 1997. godine, ali su prezentirani javnosti tek 2003. Herto Bouri je etiopska pokrajina bogata slojevima vulkanskih stijena, koje su datrane na 154 000 i 160 000 godina starosti metodom datiranja radioizotopima. Pronađene su tri dobro očuvane lubanje, od kojih je najbolje očuvana lubanja odraslog muškarca (šifra: BOU-VP-16/1) moždanog volumena od 1450 cm3. Ostale dvije lubanje pripadaju drugom muškarcu i šestogodišnjem djetetu.

## Morfologija i taksonomija
Ovi se fosili razlikuju od vremenski recentnijih oblika ranih Homo sapiensa, kao npr. kromanjonaca otkrivenih u Europi, po tome što sadrže mnoge arhaične morfološke karakteristike koje nisu karakteristične za Homo sapiensa (iako se morfologija lubanje modernih ljudi može razlikovati u raznim djelovima svijeta).
Usprkos arhaičnim karakteristikama, dokazano je da ove jedinke predstavljaju izravne pretke modernog Homo sapiensa koji su, u skladu s teorijom nedavnog afričkog pretka, nedugo nakon tog razdoblja razvili khoisansku mitohondrijsku divergenciju datiranu oko 110 000 godina prije današnjice u Istočnoj Africi.
Datiranje fosilnih ostataka iz Omo Kibisha metodom izotopa kalija i argona iz vulkaskog tufa izmjerano 2005. pokazalo je starost od 195 000 tisuća godina, puno više od "idaltu" fosila i više od najstarijih poznatih ostataka anatomski modernih ljudi.
Otkrivači ovih fosilnih ostataka detaljno su opisali Homo sapiens idaltua:

## Unutarnje poveznice
- Evolucija čovjeka
- Popis čovječjih evolucijskih fosila

## Vanjske poveznice
- 160,000-year-old fossilized skulls uncovered in Ethiopia are oldest anatomically modern humans, Robert Sanders, UC Berkeley, 11. lipnja 2003. Preuzeto, 8. travnja 2014.
- Missing link in human evolution found in Africa (abc.net.au 12. lipnja 2003.). Preuzeto, 8. travnja 2014.
- Oldest Homo Sapiens Fossils Found, Experts Say (National Geographic News). Preuzeto, 8. travnja 2014.
- Chris Stringer (Natural History Museum, London) Human origins; new fossil human finds in Ethiopia. 12. lipnja 2003. Preuzeto, 8. travnja 2014.
- BBC report and image of the reconstructed skull discovered at Herto. Preuzeto, 8. travnja 2014.
- Homo sapiens idaltu - članak u Nature. Preuzeto, 8. travnja 2014.
- Fossil Hominids - Middle Awash Research Project  Arhivirana inačica izvorne stranice od 24. ožujka 2012. (Wayback Machine). Preuzeto, 8. travnja 2014.